# Keita Baldé Diao
Keita Baldé Diao (Arbúcies, 8 maart 1995) is een Spaans-Senegalees voetballer die doorgaans als aanvaller speelt. Keita debuteerde in 2016 in het Senegalees voetbalelftal.

## Clubcarrière
Keita speelde vanaf zijn negende vijf seizoenen voor FC Barcelona. Hij werd tijdens het seizoen 2010/11 uitgeleend aan UE Cornellà. In 2011 tekende hij bij SS Lazio. In zijn eerste seizoen was Keita niet speelgerechtigd, omdat hij toen nog geen beschikking had over een Spaans paspoort en werd gezien als een speler van buiten de EU. Op 15 september 2013 debuteerde hij in de Serie A, tegen Chievo. Hij viel in de laatste minuten van de wedstrijd in voor Luis Pedro Cavanda. Vijf dagen later debuteerde Keita Europees, in een Europa League-duel tussen Lazio en Legia Warschau. Hij gaf een assist op Hernanes, die het enige doelpunt van de wedstrijd scoorde. Hij tekende in augustus 2017 een contract tot medio 2022 bij AS Monaco, dat circa €30.000.000,- voor hem betaalde aan SS Lazio. In de zomer van 2024 tekende hij bij Sivasspor.

## Clubstatistieken
| Seizoen         | Club             | Competitie       | Competitie | Competitie | Beker | Beker | Internationaal | Internationaal | Totaal | Totaal |
| Seizoen         | Club             | Competitie       | Wed.       | Dlp.       | Wed.  | Dlp.  | Wed.           | Dlp.           | Wed.   | Dlp.   |
| --------------- | ---------------- | ---------------- | ---------- | ---------- | ----- | ----- | -------------- | -------------- | ------ | ------ |
| 2013/14         | SS Lazio         | Serie A          | 25         | 5          | 2     | 0     | 8              | 1              | 35     | 6      |
| 2014/15         | SS Lazio         | Serie A          | 23         | 1          | 6     | 3     | —              | —              | 29     | 4      |
| 2015/16         | SS Lazio         | Serie A          | 31         | 4          | 1     | 0     | 7              | 1              | 39     | 5      |
| 2016/17         | SS Lazio         | Serie A          | 31         | 16         | 3     | 0     | —              | —              | 34     | 16     |
| 2017/18         | AS Monaco        | Ligue 1          | 23         | 8          | 4     | 0     | 6              | 0              | 33     | 8      |
| 2018/19         | AS Monaco        | Ligue 1          | 0          | 0          | 1     | 0     | —              | —              | 1      | 0      |
| 2018/19         | → Internazionale | Serie A          | 24         | 5          | 0     | 0     | 5              | 0              | 29     | 5      |
| 2019/20         | AS Monaco        | Ligue 1          | 21         | 4          | 5     | 4     | —              | —              | 26     | 8      |
| 2020/21         | → Sampdoria      | Serie A          | 25         | 7          | 1     | 0     | —              | —              | 26     | 7      |
| 2021/22         | → Cagliari       | Serie A          | 26         | 3          | 0     | 0     | 0              | 0              | 26     | 3      |
| 2022/23         | Spartak Moskou   | Premjer-Liga     | 12         | 3          | 4     | 1     | —              | —              | 16     | 4      |
| 2023/24         | Spartak Moskou   | Premjer-Liga     | 2          | 0          | 1     | 0     | —              | —              | 3      | 0      |
| 2023/24         | RCD Espanyol     | Segunda División | 22         | 0          | 2     | 0     | —              | —              | 24     | 0      |
| 2024/25         | Sivasspor        | Süper Lig        | 11         | 1          | 0     | 0     | —              | —              | 11     | 1      |
| Carrière totaal | Carrière totaal  | Carrière totaal  | 276        | 57         | 30    | 8     | 26             | 2              | 332    | 67     |

Bijgewerkt tot en met 1 januari 2025.

## Interlandcarrière
Baldé debuteerde op 26 maart 2016 in het Senegalees voetbalelftal, tegen Niger. Hij maakte op 3 september 2016 zijn eerste doelpunt, in een wedstrijd tegen Namibië. In december 2015 speelde Baldé met het Catalaans elftal tegen Baskenland. Nadat hij op het Afrikaans kampioenschap 2017 voor het eerst op een eindtoernooi speelde, vertegenwoordigde Baldé Senegal een jaar later op het WK 2018 in Rusland. Na een 2–1 zege op Polen speelde de West-Afrikaanse ploeg met 2–2 gelijk tegen Japan, waarna in de slotwedstrijd met 1–0 verloren werd van groepswinnaar Colombia. De selectie van bondscoach Aliou Cissé eindigde in punten en doelpunten exact gelijk met nummer twee Japan, maar moest desondanks naar huis: Senegal werd het eerste land dat op basis van de Fair Play-regels werd uitgeschakeld. Dit omdat de ploeg iets meer gele kaarten kreeg dan Japan. Mede daardoor beleefde het Afrikaanse continent de slechtste WK sinds dat van 1982. Baldé speelde mee in een van de drie WK-duels. Hij behoorde ook op het Afrikaans kampioenschap 2019 weer tot de Senegalese selectie.

## Onderscheidingen
Keita werd in 2016 uitgeroepen tot Catalaanse talent van het jaar tijdens het vijfde Gala de les Estrelles.
1 Diallo ·
2 Kara ·
3 Koulibaly ·
4 Mbengue‎ ·
5 Gueye ·
6 Sané ·
7 Sow ·
8 Kouyaté  ·
9 Diouf ·
10 Mané ·
11 N'Doye ·
12 Sabaly ·
13 A. N'Diaye ·
14 Konaté ·
15 Sakho ·
16 K. N'Diaye ·
17 B. N'Diaye ·
18 Sarr ·
19 Niang ·
20 Baldé ·
21 Gassama ·
22 Wagué ·
23 Gomis · 
Coach: Cissé